# Raoul Mayer
Raoul Mayer of Radolphus Majoris of Rudolf de Meyer, (ca. 1355 - 22 december 1437) was proost van Sint-Donaas in Brugge en diplomaat in dienst van de Bourgondische hertogen.

## Levensloop
Mayer was afkomstig uit het bisdom Amiens. In 1378 was hij student aan de universiteit van Orleans. Hij werd licentiaat in beide rechten.
In 1380 begon hij aan het curriculum van een clericus: kapelanie in Montdidier - 1386: prebende van kanunnik in Doornik - na 1400: prebende van kanunnik in Amiens. In 1403 werd hij raadsheer van de koning van Frankrijk in het baljuwschap en in de stad Doornik. In 1407 werd hij raadsheer bij de hertog van Bourgondië Jan zonder Vrees. Tussen 1411 en 1414 vervulde hij verschillende diplomatieke opdrachten.
Op 26 maart 1411 verkoos het kapittel hem tot proost van Sint-Donaas en op 15 juli werd hij geïnstalleerd, in aanwezigheid van Jan zonder Vrees. Er ontstond een jarenlange controverse tussen het kapittel en de proost, die weigerde een eetmaal te geven aan de kapittelgemeenschap op het feest van de kerkwijding. De ruzie werd pas in 1420 bijgelegd.
In februari 1417 nam hij deel aan onderhandelingen met Engeland. Na de dood van Jan zonder Vrees (1419) werd hij raadsheer en rekwestenmeester bij Filips de Goede. In 1419 was hij lid van de Vlaamse delegatie voor de vernieuwing van de handelsakkoorden met Engeland. In juli 1421 was hij een van de gevolmachtigden die onderhandelden over de aankoop van het graafschap Namen. In 1424 was hij aanwezig op de bijeenkomst van de regentieraad in Gent.
In 1426 werd hij aartsdiaken van Boulogne in het bisdom Terwaan. Hij bleef ook tot aan zijn dood proost van de kerk van Saint-Amand in Dowaai. Kort voor zijn dood nam hij ontslag als proost van Sint-Donaas.